# THE TEENAGE KISSERS
THE TEENAGE KISSERS（ザ・ティーンエイジ・キサーズ）は、日本のロックバンド。2012年クリスマス・イブに結成、2016年5月活動休止。

## 概要
- 自身らのルーツ・ミュージックを独自に消化し、凶暴で耽美な世界を創出。音楽、ファッション、アートに至るまで、バンドを構築する全ての表現において、その世界観と美学は貫かれている。

## メンバー
- NANA KITADE / 北出菜奈：Vocal & Guitar

16歳でソロ・シンガーとしてデビュー。モデルとしても活動している。様々な分野で独特の感性を持ち、多くのファンから支持されている。
- HIDEO NEKOTA / 猫田ヒデヲ：Bass

アグレッシヴでトリッキーなプレイを魅せるベーシスト。LiSA、西野カナ等、様々なアーティストへの楽曲提供、作詞、REC参加、また、アート・ディレクターとしての顔も持っている。ソロ時代の北出菜奈に楽曲を提供していた事がきっかけでTTAK結成に至る。FOX LOCO PHANTOM、GOLIATHでも活動中。
- TSUBASA NAKADA / 仲田翼：Guitar

スタイリッシュかつ時に感情剥き出しで様々な音色を奏でる技巧派プレイヤー。GOLIATHでも活動中。
- MAI KOIKE / 小池麻衣：Drums

フロント三人を繊細に的確なドラミングで支える。通称「マイマイ」

## ミュージックビデオ
| 監督       | 曲名                       |
| Ryoji Aoki | 「BLACK SKINNY BIRD」      |
| Ryoji Aoki | 「Venus Hypnosis」         |
| Ryoji Aoki | 「I Love You And Kiss Me」 |

## 出演

### テレビ
- MUSIC ON! TV
- MTV「EXCLUSIVE VIDEO」　※2013年9月17日～9月19日・OA
- ランク王国（TBS系列）　※2014年6月7日～ OA (6・7月エンディングテーマ)
- 未来定番曲〜Future Standard（全国8局ネット）※2014年7月14日～8月4日・OA
- 開運音楽堂（TBS系列）　※2014年8月2日・OA
- 音楽情報TV番組『MUSIC B.B.』（全国32局ネット）※2014年8月11日～8月17日・OA
- 未来定番曲〜Future Standard・総集編（全国8局ネット）※2014年9月15日～ 9月18日・OA

### ラジオ
- GrindHouse fm　(広島FM／FM Aichi／DATE FM)　※2014年2月1日
- FM-PORT Radio mixture　(新潟県民エフエム放送)　※2014年7月5日
- 野村義男のフレッシュミュージシャン　(「USEN☆BEST HITSステーション」C-43ch)　※2014年8月25日～8月31日